# 井上直樹 (格闘家)
井上 直樹（いのうえ なおき、1997年6月14日 - ）は、日本の男性総合格闘家。愛知県豊橋市出身。キルクリフFC所属。現RIZINバンタム級王者。UFC日本人史上最年少出場。
姉は総合格闘家の魅津希。

## 来歴
小学1年生の夏に地元・愛知県豊橋市の空手道白心会に入門して格闘技を始め、2013年7月からアマチュアDEEP（JML）に出場。総合格闘技のほか、キックボクシングやシュートボクシング、ブラジリアン柔術のアマチュア大会にも参戦していた。
2015年2月1日、DEEPフューチャーキングトーナメント2014でプロデビューを果たすと、2試合連続一本勝ちで優勝。以降10連勝を飾った。

### UFC
2017年4月3日、日本人史上最年少の19歳でUFCと契約したことが発表された。
2017年6月17日、UFC初参戦となったUFC Fight Night: Holm vs. Correiaでカールス・ジョン・デ・トーマスと対戦。しかし、カールスが約2.3kg体重オーバーしたため計量失格。この試合は約3kg重いキャッチウエイトで行われた。試合は井上が終始寝技で相手を圧倒し、3-0の判定勝ちを収めた。
2017年9月23日、UFC Fight Night: Saint Preux vs. Okamiでジェネル・ラウザと対戦予定だったが、大会前に右肩を脱臼したため欠場した。
2018年6月23日、約1年ぶりの復帰戦となったUFC Fight Night: Cowboy vs. Edwardsでマット・シュネルと対戦し、1-2の判定負け。21歳でキャリア初黒星を喫した。
その後、UFCがアメリカであまり人気の無いフライ級の規模を大幅縮小。UFCがトップランカーや井上含むUFCフライ級のほぼ全員の契約を無条件に一度白紙とした。そのため、UFCのフライ級選手のほぼ全員が他団体に移籍。その流れで井上も他団体に移籍した。
2018年7月7日、姉の魅津希と共に空手道白心会からセラ・ロンゴ・ファイトチームへ移籍することが発表された。
2019年2月16日、CFFC 72で元CFFCフライ級王者のショーン・サンテラと対戦し、0-3の判定負け。
2019年12月15日、DEEP 93 IMPACTで北田俊亮と対戦し、1Rにリアネイキッドチョークで一本勝ち。井上はRIZIN参戦を望んでいたため、（当時はRIZINにフライ級のベルトが無かったことから、）この試合から約4.5kg上のバンタム級（-61.2kg）に階級を上げた。

### RIZIN
2020年2月22日、RIZIN初参戦となったRIZIN.21でトレント・ガーダムと対戦し、3-0の判定勝ちを収めた。
2020年8月9日、RIZIN.22 - STARTING OVER -でFighting Nexus王者の渡部修斗と対戦し、リアネイキッドチョークで一本勝ちを収めた。
2020年12月31日、RIZIN.26で元DEEP2階級王者の元谷友貴と対戦し、スクランブルの展開からリアネイキッドチョークで一本勝ちを収めた。
2021年3月26日、RIZINバンタム級JAPANグランプリ 1st Roundの組み合わせ抽選会が行われ、選択権10番目のカードを引いた井上が対戦相手に石渡を選んだことで、石渡伸太郎との対戦が決定した。
2021年6月13日、RIZIN.28のバンタム級JAPANグランプリ1回戦でPANCRASEバンタム級王者の石渡伸太郎と対戦。1Rに石渡のパンチを受けて一瞬バランスを崩すも、石渡の追撃の左フックをかわして右フックでダウンを奪うと、サッカーボールキックによりTKO勝利を収めた。
2021年9月19日、RIZIN.30のバンタム級JAPANグランプリ2回戦で金太郎と対戦し、3-0の判定勝ちを収めた。前戦の影響で右拳の骨片が出て亀裂が入った状態だったことから、右手を殆ど使えない状態で試合を行った。
2021年12月31日、RIZIN.33のバンタム級JAPANグランプリ準決勝で修斗フライ級王者の扇久保博正と対戦。1Rは試合を優勢に進めるも、2Rにマウントポジションを返されてからは鼻を負傷して呼吸が乱れたり左手の指を脱臼するなどアクシデントも重なり、グラウンドでコントロールされ劣勢となり、0-3の判定負けを喫した。
2022年12月31日、RIZIN.40で瀧澤謙太と対戦し、2Rにストレートアームバーで一本勝ちを収めた。なお、両者の対戦は7月31日のRIZIN.37で組まれていたが、井上の怪我により延期となっていた。
2023年5月6日、RIZIN.42で元Bellatorバンタム級王者のフアン・アーチュレッタとRIZINバンタム級王座決定戦への進出を賭けて対戦し、ほぼ互角で僅差の激戦となるも0-3の判定負けを喫した。試合後、対戦相手のアーチュレッタは、「この試合が今までの格闘技人生の中で一番キツイ試合でした。ダントツにです。本当に途中でもうダメかと思った試合でした。ナオキは必ずRIZINのスターになると思います」と話した。なお、井上はこの試合に向けた練習を開始した直後にいきなり右膝を負傷したことで、試合までまともな練習が出来ず、試合でも蹴りを出せない状態で戦った。
2023年10月1日のRIZIN LANDMARK 6にて、リオ五輪銀メダリストの太田忍と対戦予定だったが、蜂窩織炎、ぎっくり腰、右顎下腺唾石症になり欠場。その後、手術を行った。
2024年3月23日、RIZIN LANDMARK 9で元修斗バンタム級王者の佐藤将光と対戦予定し、3-0の判定で勝利した。
2024年9月29日、RIZIN.48でRIZINバンタム級タイトルマッチを行い、ROAD FC 2階級制覇王者のキム・スーチョルと対戦。1Rに左フックでスーチョルをグラつかせてダウンを奪い、パンチの連打でTKO勝ち。井上にとってキャリア初のベルトを獲得し、第7代RIZINバンタム級王者となった。
2025年3月30日、RIZIN.50でRIZINバンタム級タイトルマッチを行い、挑戦者 元谷友貴と対戦。4年越しのリベンジを退け、2-1の判定勝ちを収め王座の初防衛に成功した。

## 人物
- 日本の格闘家の中でも抜群の打撃センス・テクニック・ステップを持ち合わせており、日本トップのトレーナーや世界トップのキックボクサー達から、『打撃専門格闘技のトップ選手達よりも打撃が一流』という評価を受けている[26]。
- この件について、那須川天心・井上尚弥のバンテージを巻く日本No.1カットマン兼トップボクシングトレーナーの永末ニック貴之は、「RISEのキックボクシング王者の志朗は、ボクシング日本王者・東洋王者が練習に来てもボクシングでまったくやられたことがなく1ラウンドすら取られたことが無いうえに（ボクシング日本王者達と連日ボクシングスパーリングをしてもアザ1つ出来ない。）、強すぎるからボクシング日本王者たちが練習に来なくなるほどなのですが、その志朗が井上直樹とスパーリングをしたら志朗が初めてラウンドを取られた。今までで初めてラウンドを取られたのを見ましたし、志朗が身体にアザを作ったのも初めてでした。彼（井上）は教えると何でもすぐ出来るようになるしドンドン伸びるから本当に凄い。井上選手は逸材です。キックボクシングなどの立ち技競技をやっても当たり前にチャンピオンになれますよ」と話している[26]。
- また、その話に出たRISE王者の志朗も井上との練習の感想を語っており、「井上君は身体能力と打撃レベルが高く、こんなに打撃できるの！？と驚きました。永末ニック貴之さんが選手のことを凄く褒めるのは珍しいので（井上は）やはり評価が高い。自分も井上君とスパーするのはメリットしか無く、お互いに切磋琢磨するやり取りが出来ています。井上君と普通に攻防が出来たら同じ体格のキックボクサー達とやっても余裕に感じます。リーチも長く、蹴りもパンチもスピードが速くてシャープ。対応力が高いので練習するたびに成長している。井上君の打撃のレベルは飛び抜けています。今の時点（※2021年の時点、井上24歳の時点）で、キックボクシングで試合しても通用するどころか、60kg級のプロキックボクサーで井上直樹君と打撃でやり合って勝てる選手は思いつきません」と話している[27]。
- RIZINと契約した2020年（23歳）の時点で、総合格闘技界のフライ級・バンタム級（-61kg）で日本屈指の実力者としてすでに頭角を現していた。しかし、あまりに練習熱心であることから練習をしすぎて怪我に苦しむことも多い。RIZINでは特に怪我を抱えたまま試合をすることも多く、RIZIN屈指の名勝負となった井上のアーチュレッタ戦なども足の負傷から練習があまり出来ないまま試合に望み[22]、さらに蹴りが使えない状態のまま戦って僅差で取りこぼすなどしている[映像 3]。そのため、Dropkickで記者に『井上直樹の最大の敵はケガ』と言われるなどしたこともある。また井上本人も、「特に2022年頃は常に怪我をしていて、相手よりも怪我との戦いでした」と語っており、セコンドの水垣偉弥も「彼は休むと言っても見えないところで練習している。練習熱心だからこれほど強いというのもあるのですが練習をしすぎて頑固なので、練習の仕方や身体との付き合い方もこれからの課題かもしれない」と話している。状態が良い時は世界トップクラスの選手が相手でも手が付けられない強さを発揮する[28]。
- 多数のスポンサー企業を抱えているが、特筆すべきは横浜銀行からスポンサード、サポートされている事。日本人格闘家としては極めて珍しい立場となった。

人物・密着動画
- RIZIN公式YouTube、井上直樹の密着動画『Preparation』（2021）[映像 4]
- RIZIN公式YouTube、榊原信行CEOの生放送トーク番組 ゲスト：井上直樹（2024）[映像 5]

## 戦績

### プロ総合格闘技
| 総合格闘技 戦績 | 総合格闘技 戦績 | 総合格闘技 戦績 | 総合格闘技 戦績 | 総合格闘技 戦績 | 総合格闘技 戦績 | 総合格闘技 戦績 |
| --------------- | --------------- | --------------- | --------------- | --------------- | --------------- | --------------- |
| 24 試合         | (T)KO           | 一本            | 判定            | その他          | 引き分け        | 無効試合        |
| 20 勝           | 2               | 9               | 9               | 0               | 0               | 0               |
| 4 敗            | 0               | 0               | 4               | 0               | 0               | 0               |

| 勝敗 | 対戦相手                       | 試合結果                            | 大会名                                                     | 開催年月日     |
| ○    | 福田龍彌                       | 5分3R終了 判定3-0                   | 超RIZIN.4 真夏の喧嘩祭り 【RIZINバンタム級タイトルマッチ】 | 2025年7月27日  |
| ○    | 元谷友貴                       | 5分3R終了 判定2-1                   | RIZIN.50 【RIZINバンタム級タイトルマッチ】                 | 2025年3月30日  |
| ○    | キム・スーチョル               | 1R 3:55 TKO（スタンドパンチ連打）   | RIZIN.48 【RIZINバンタム級王座決定戦】                     | 2024年9月29日  |
| ○    | 佐藤将光                       | 5分3R終了 判定3-0                   | RIZIN LANDMARK 9                                           | 2024年3月23日  |
| ×    | フアン・アーチュレッタ         | 5分3R終了 判定0-3                   | RIZIN.42                                                   | 2023年5月6日   |
| ○    | 瀧澤謙太                       | 2R 3:53 ストレートアームバー        | RIZIN.40                                                   | 2022年12月31日 |
| ×    | 扇久保博正                     | 5分3R終了 判定0ｰ3                   | RIZIN.33 【RIZINバンタム級JAPANグランプリ準決勝】          | 2021年12月31日 |
| ○    | 金太郎                         | 5分3R終了 判定3-0                   | RIZIN.30 【RIZINバンタム級JAPANグランプリ2回戦】           | 2021年9月19日  |
| ○    | 石渡伸太郎                     | 1R 1:58 TKO（サッカーボールキック） | RIZIN.28 【RIZINバンタム級JAPANグランプリ1回戦】           | 2021年6月13日  |
| ○    | 元谷友貴                       | 1R 3:00 チョークスリーパー          | RIZIN.26                                                   | 2020年12月31日 |
| ○    | 渡部修斗                       | 1R 1:40 チョークスリーパー          | RIZIN.22 - STARTING OVER -                                 | 2020年8月9日   |
| ○    | トレント・ガーダム             | 5分3R終了 判定3-0                   | RIZIN.21                                                   | 2020年2月22日  |
| ○    | 北田俊亮                       | 1R 2:41 チョークスリーパー          | DEEP 93 IMPACT                                             | 2019年12月15日 |
| ×    | ショーン・サンテラ             | 5分3R終了 判定0-3                   | CFFC 72: Brady vs. Abdul-Hakim                             | 2019年2月16日  |
| ×    | マット・シュネル               | 5分3R終了 判定1-2                   | UFC Fight Night: Cowboy vs. Edwards                        | 2018年6月23日  |
| ○    | カールス・ジョン・デ・トーマス | 5分3R終了 判定3-0                   | UFC Fight Night: Holm vs. Correia                          | 2017年6月17日  |
| ○    | 安谷屋智弘                     | 5分2R終了 判定2-0                   | DEEP 78 IMPACT                                             | 2017年3月18日  |
| ○    | 柴田"MONKEY"有哉               | 2R 2:51 腕ひしぎ十字固め            | DEEP CAGE IMPACT 2016 in OSAKA                             | 2016年10月9日  |
| ○    | 南出剛                         | 5分2R終了 判定3-0                   | DEEP 77 IMPACT/DEEP JEWELS 13                              | 2016年8月27日  |
| ○    | 加藤直之                       | 1R 0:44 チョークスリーパー          | DEEP NAGOYA IMPACT 公武堂ファイト                          | 2016年6月12日  |
| ○    | 秋葉尉頼                       | 1R 4:32 チョークスリーパー          | DEEP CAGE IMPACT 2016                                      | 2016年4月23日  |
| ○    | 島袋チカラ                     | 5分2R終了 判定3-0                   | DEEP 74 IMPACT                                             | 2015年12月20日 |
| ○    | 山中憲次                       | 1R 2:21 チョークスリーパー          | DEEP 72 IMPACT                                             | 2015年5月16日  |
| ○    | カン・サトー                   | 1R 2:49 腕ひしぎ十字固め            | DEEP NAGOYA IMPACT 公武堂ファイト                          | 2015年3月8日   |

### アマチュア総合格闘技
| 勝敗 | 対戦相手 | 試合結果                 | 大会名                            | 開催年月日    |
| ○    | 木村賢一 | 3分2R終了 判定3-0        | アマチュアDEEP 公武堂ファイト 20  | 2014年3月2日  |
| ○    | 坂本岳   | 1R 3:04 腕ひしぎ十字固め | DEEP NAGOYA IMPACT 公武堂ファイト | 2014年2月9日  |
| ○    | 牧野成泰 | 1R 2:12 アームロック     | JML 公武堂ファイト 6              | 2013年12月1日 |
| ○    | 加藤大雅 | 1R 2:20 腕ひしぎ十字固め | JML 公武堂ファイト 5              | 2013年9月29日 |
| ○    | 坂井一貴 | 1R 1:59 フロントチョーク | JML 公武堂ファイト 4              | 2013年7月28日 |

## 獲得タイトル
- DEEPフューチャーキングトーナメント フライ級 優勝（2015年）
- 第7代RIZINバンタム級王座（2024年）

## 表彰
- RIZIN FIGHTING JAPAN GRAND-PRIX 2021 最速勝利者賞 石渡伸太郎戦
- RIZIN FIGHTING JAPAN GRAND-PRIX 2021 ベストバウト賞 扇久保博正戦[29]

### 試合映像
1. ↑  『【試合映像】トレント・ガーダム vs. 井上直樹 / Trent Girdham vs. Naoki Inoue - RIZIN.21』RIZIN公式YouTubeチャンネル、2020年。
2. ↑  『【試合映像】井上直樹 vs. 渡部修斗 / Naoki Inoue vs. Shooto Watanabe - RIZIN.22』RIZIN公式YouTubeチャンネル、2020年。
3. ↑  『【試合映像】元谷友貴 vs. 井上直樹 / Yuki Motoya vs. Naoki Inoue - RIZIN.26』RIZIN公式YouTubeチャンネル、2020年。
4. ↑  『【試合映像】石渡伸太郎 vs. 井上直樹 / Shintaro Ishiwatari vs. Naoki Inoue - RIZIN.28』RIZIN公式YouTubeチャンネル、2021年。
5. ↑  『【試合映像】井上直樹 vs. 金太郎 / Naoki Inoue vs. Kintaro - RIZIN.30』RIZIN公式YouTubeチャンネル、2021年。
6. ↑  『【試合映像】扇久保博正 vs. 井上直樹 / Hiromasa Ougikubo vs. Naoki Inoue - RIZIN.33』RIZIN公式YouTubeチャンネル、2021年。
7. ↑  『【試合映像】井上直樹 vs 瀧澤謙太 / Naoki Inoue vs. Kenta Takizawa - RIZIN.40』RIZIN公式YouTubeチャンネル、2022年。
8. ↑  『【試合映像】井上直樹 vs. フアン・アーチュレッタ / Naoki Inoue vs. Juan Archuleta - RIZIN.42』RIZIN公式YouTubeチャンネル、2023年。
9. ↑  『【試合映像】井上直樹 vs. 佐藤将光 / Naoki Inoue vs. Shoko Sato - RIZIN LANDMARK 9 in KOBE』RIZIN公式YouTubeチャンネル、2024年。
10. ↑  『【試合映像】井上直樹 vs. キム・スーチョル / Naoki Inoue vs. Soo Chul Kim -RIZIN.48』RIZIN公式YouTubeチャンネル、2024年。

### 補足映像
1. ↑  『【番組】RIZIN CONFESSIONS #58（※番組内で試合映像＆井上直樹と渡部修斗による試合振り返りドキュメンタリー番組）』RIZIN公式YouTubeチャンネル、2020年。
2. ↑  『【番組】RIZIN CONFESSIONS #65（※番組内で試合映像＆井上直樹と元谷友貴による試合振り返りドキュメンタリー番組）』RIZIN公式YouTubeチャンネル、2020年。
3. ↑  『【番組】RIZIN CONFESSIONS #73（※番組内で試合映像＆井上直樹と石渡伸太郎による試合振り返りドキュメンタリー番組）』RIZIN公式YouTubeチャンネル、2021年。
4. ↑  『【番組】RIZIN CONFESSIONS #80（※番組内で試合映像＆井上直樹と金太郎による試合振り返りドキュメンタリー番組）』RIZIN公式YouTubeチャンネル、2021年。
5. ↑  『【番組】RIZIN CONFESSIONS #88（※番組内で試合映像＆井上直樹と扇久保博正による試合振り返りドキュメンタリー番組）』RIZIN公式YouTubeチャンネル、2021年。
6. ↑  『【番組】RIZIN CONFESSIONS #117（※番組内で試合映像＆井上直樹と瀧澤謙太による試合振り返りドキュメンタリー番組）』RIZIN公式YouTubeチャンネル、2022年。
7. ↑  『【番組】RIZIN CONFESSIONS #125（※番組内で試合映像＆井上直樹とフアン・アーチュレッタによる試合振り返りドキュメンタリー番組）』RIZIN公式YouTubeチャンネル、2023年。
8. ↑  『【番組】RIZIN CONFESSIONS #146（※番組内で試合映像。井上直樹と佐藤将光による試合振り返りドキュメンタリー番組）』RIZIN公式YouTubeチャンネル、2024年。
9. ↑  『【番組】RIZIN CONFESSIONS #163（※番組内で試合映像＆井上直樹とキム・スーチョルによる試合振り返りドキュメンタリー番組）』RIZIN公式YouTubeチャンネル、2024年。

### 映像資料
1. ↑  『【煽りVTR】 トレント・ガーダム vs. 井上直樹 / Trent Girdham vs. Naoki Inoue - RIZIN.21（YouTube Ver.）（※立木文彦ナレーション無しVer.）』RIZIN公式YouTubeチャンネル、2020年。
2. ↑  『RIZIN JAPAN GRAND-PRIX 2021 バンタム級トーナメント 1st ROUND 抽選会 2021/03/26』RIZIN公式YouTubeチャンネル、2021年。
3. ↑  『【試合映像】井上直樹 vs. フアン・アーチュレッタ / Naoki Inoue vs. Juan Archuleta - RIZIN.42』RIZIN公式YouTubeチャンネル、2023年。
4. ↑  『【密着】Preparation | 井上直樹 / Naoki Inoue - RIZIN.28』RIZIN公式YouTubeチャンネル、2021年。
5. ↑  『榊󠄀原社長に呼び出されました 2024 → ゲスト：井上直樹』RIZIN公式YouTubeチャンネル、2024年。